# Carl Malmsten

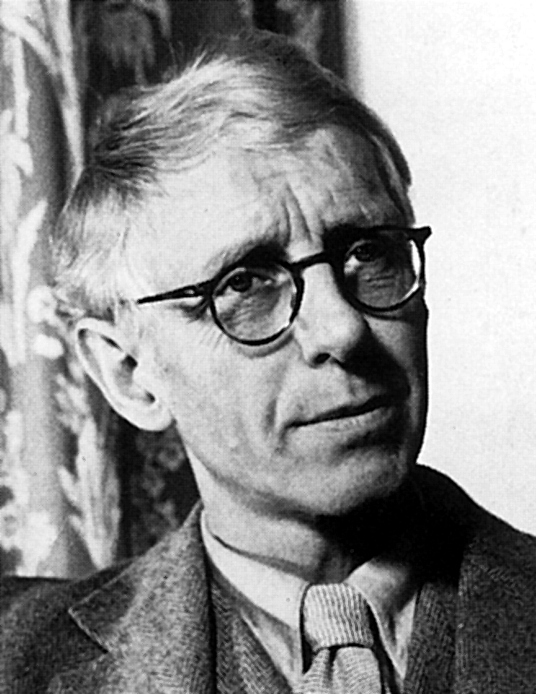
Carl Malmsten

Carl Malmsten (* 7. Dezember 1888 in Stockholm; † 13. August 1972 auf Öland) war neben Bruno Mathsson und Yngve Ekström einer der bedeutendsten Möbeldesigner Schwedens.

## Ausbildung
Carl Malmsten kam aus einer großbürgerlichen Stockholmer Familie. In der Schule fühlte er sich nicht wohl, machte aber mit gewissen Anstrengungen sein Abitur. Bis 1908 studierte er dann an der Universität in Stockholm, 1909–1910 hatte er eine Anstellung als Tischlerlehrling und 1911–1916 praktizierte er in verschiedenen Architekturbüros.

## Werk und Leben

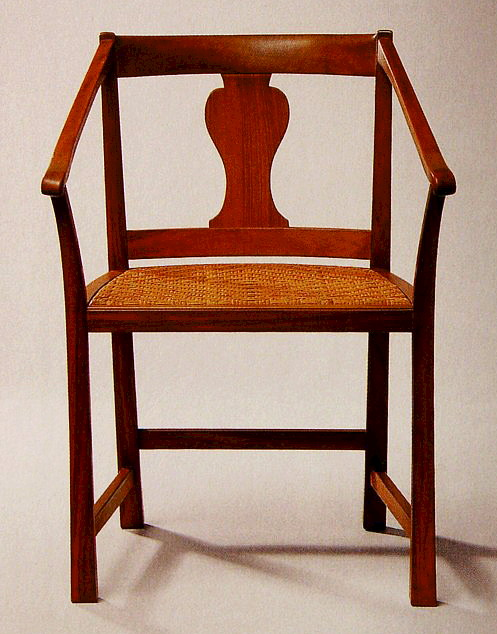
Carl Malmstens „Stadshusstuhl“ von 1916

1916 startete er sein eigenes Atelier in Stockholm und fing an, als freischaffender Möbel- und Einrichtungsdesigner zu arbeiten. Im selben Jahr gewann er den ersten und zweiten Preis für die Möblierung des im Bau befindlichen Stockholmer Stadshus.
Carl Malmsten war ein starker Anhänger des schwedischen Klassizismus der 1920er Jahre, auch Swedish grace genannt. Dem Funktionalismus, der um 1930 in Schweden seinen Einzug hielt, stand er äußerst kritisch gegenüber. Im Zusammenhang mit der Stockholmer Ausstellung 1930 war er deren stärkster Kritiker. In einem Schreiben an die Ausstellungsleitung beschrieb er den Funktionalismus als einen "…slätstruken, importerad, antitraditionell stil, mekaniskt torr och grundat på falsk saklighet…" (ungefähr „… geglätteten, importierten, antitraditionellen Stil, mechanisch trocken und gegründet auf falscher Sachlichkeit…“).
Als Malmstens Möbel in den 1950er Jahren für die Serienproduktion auf den Markt kamen, hatten sie ihren Durchbruch auch bei der breiteren Bevölkerung. 1969, im Alter von 80 Jahren, hatte er seine letzte große Ausstellung bei Liljewalchs konsthall in Stockholm.
Carl Malmsten hat auch mehrere Bücher publiziert, u. a. Skönhet och trevnad i hemmet (1924), Mittens rike (1949) und Bo i ro (1958).

## Schulprojekte
Carl Malmsten hatte eine pädagogische Neigung und wollte daher, dass seine Formgebungsphilosophie in einem Schulprojekt künftigen Generationen von Möbeldesignern weitergegeben werden solle. Eines seiner pädagogischen Grundprinzipien war, dass die angeborene Schaffenslust des Kindes schon in den ersten Schuljahren gefördert werden sollte, um ein Leben lang Früchte tragen zu können. Malmstens Anstrengungen resultierten 1930 in der Carl Malmstens Verkstadsskola in Stockholm und 1957 startete er den Capellagården in Vickleby auf Öland. Im Jahre 2000 wurde das Centrum för Träteknik & Design (CTD) in Linköping und Stockholm gebildet.

## Aufträge
- 1916 Einrichtung des Stockholmer Stadshus
- 1923 Einrichtung des großen Wohnzimmers im Schloss Ulriksdal
- 1925 Einrichtung des Stockholmer Konzerthaus
- 1927 Einrichtung des Tändsticksbolagets palats (Zündholzpalast), Stockholm
- 1930 Einrichtung im Waldorf Astoria, New York City
- 1934 Einrichtung im Haus des Völkerbundes in Genf
- 1939 Teilnehmer bei der Weltausstellung in New York